# Katastrofa lotu Turkish Airlines 6491
Katastrofa lotu Turkish Airlines 6491 (TK6491/THY6491) – wypadek lotniczy, do którego doszło w poniedziałek 16 stycznia 2017 nad ranem wg lokalnego czasu, podczas podejścia do lądowania na kirgiskim lotnisku w Biszkek-Manas. 
W katastrofie zginęło 39 osób (z czego 35 osób na ziemi). Dodatkowo 14 osób, w tym szóstka dzieci, zostało rannych (wszystkie na ziemi).

## Samolot
Katastrofie uległ towarowy Boeing 747-400F, wyprodukowany w 2003 roku, posiadający numer seryjny 32897. Samolot odbył pierwszy lot 13 stycznia 2003, w liniach Turkish Airlines otrzymał numer rejestracyjny TC-MCL. Na 13 kwietnia 2016 samolot miał wylatane 44 376 godzin, a ostatni przegląd C-check samolotu został wykonany 6 listopada 2015. Feralnego dnia, kapitanem samolotu był Ibrahim Gürcan Diranci, a drugim pilotem był Kazim Öndül - obaj byli byłymi pilotami wojskowymi. 

## Przebieg lotu

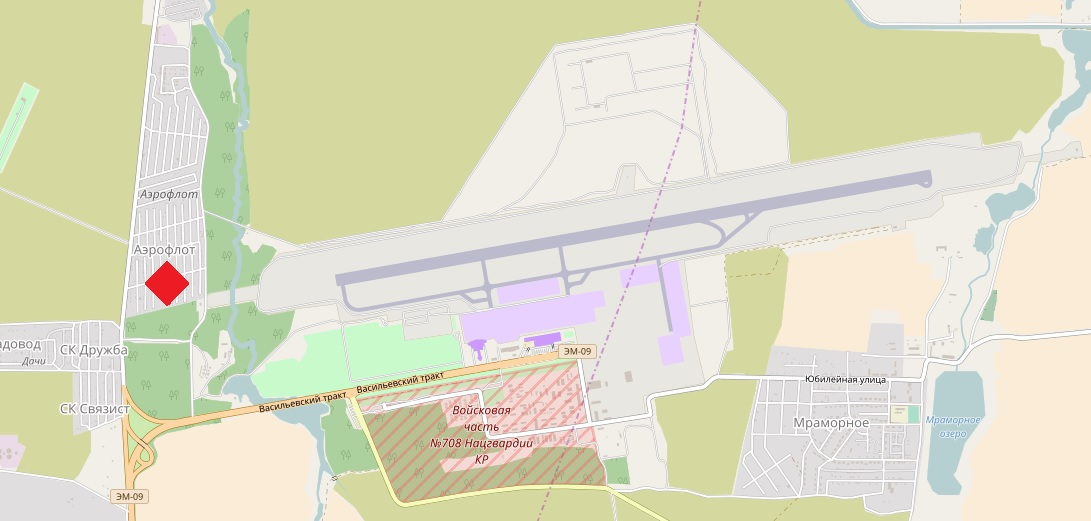
Mapa lotniska Biszkek-Manas (czerwony romb oznacza miejsce katastrofy)

Samolot linii Turkish Airlines, użytkowany przez linie MyCargo Airlines (ACT Airlines) wystartował z lotniska w Hongkongu i miał wylądować w Stambule. Na lotnisku w Biszkek-Manas samolot miał zaplanowane międzylądowanie. Podczas próby lądowania, o godzinie 7:19 czasu lokalnego samolot niespodziewanie  rozbił się o ziemię. Samolot runął w zamieszkałej dzielnicy miasta Dacza-Suu, która znajduje się w odległości około 2 kilometrów na zachód od lotniska, powodując zniszczenia co najmniej 43 domów, a 15 kompletnie niszcząc, zabijając 39 osób (35 na ziemi) i raniąc 14 osób (wszystkie na ziemi).

## Śledztwo

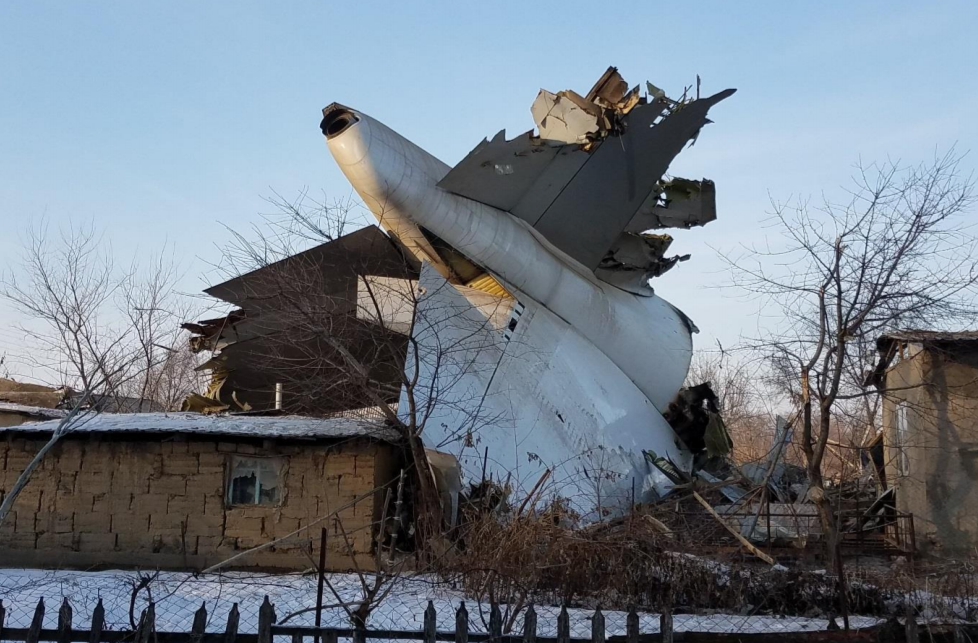
Ogon rozbitej maszyny

Przyczyna katastrofy nie była początkowo znana. Jako główne przyczyny katastrofy podawano błąd pilota i niesprzyjające warunki pogodowe. Teza o złej pogodzie była jednak podważana, jako że 11 innych samolotów wylądowało tego dnia bezpiecznie na tym lotnisku.
16 stycznia została odnaleziona pierwsza z dwóch czarnych skrzynek.
4 marca 2020 roku Międzypaństwowy Komitet Lotniczy wydał raport końcowy. Do katastrofy przyczynił się błąd załogi. Podczas podejścia bez widoczności ziemi według wskazań przyrządów (bez widoczności ziemi) piloci źle rozpoznali położenie samolotu względem ścieżki schodzenia (w rzeczywistości byli ponad nią) i nie wykonali w porę natychmiastowego odejścia na drugi krąg.

## Reakcje
W związku z katastrofą prezydent Kirgistanu Ałmazbek Atambajew ogłosił 17 stycznia dniem żałoby narodowej.